# Trenchcoat

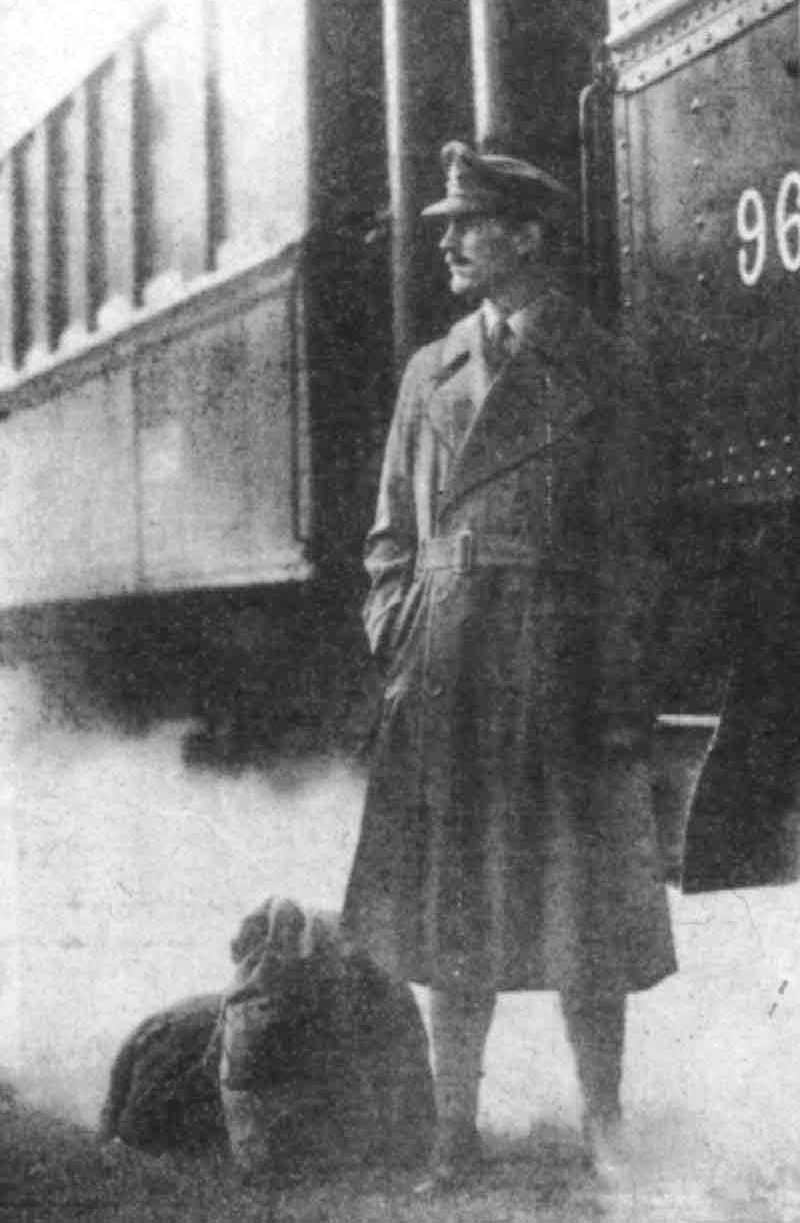
Britse officier in de Eerste Wereldoorlog.

Een trenchcoat is een regenjas gemaakt uit gabardine, leer of popeline. Het uiterlijk dankt de jas aan zijn militaire oorsprong. Doorgaans heeft hij een uitneembare isolerende voering en de klassieke modellen variëren in lengte van kuithoogte tot net boven de knie. Verder heeft hij traditioneel een dubbele rij van in totaal tien knopen, wijde revers en een riem rond het middel en de uiteinden van de mouwen. Vaak bevinden zich op de schouders ook flappen die met knopen te sluiten zijn. De klassieke kleur voor een trenchcoat is kaki.

## Geschiedenis

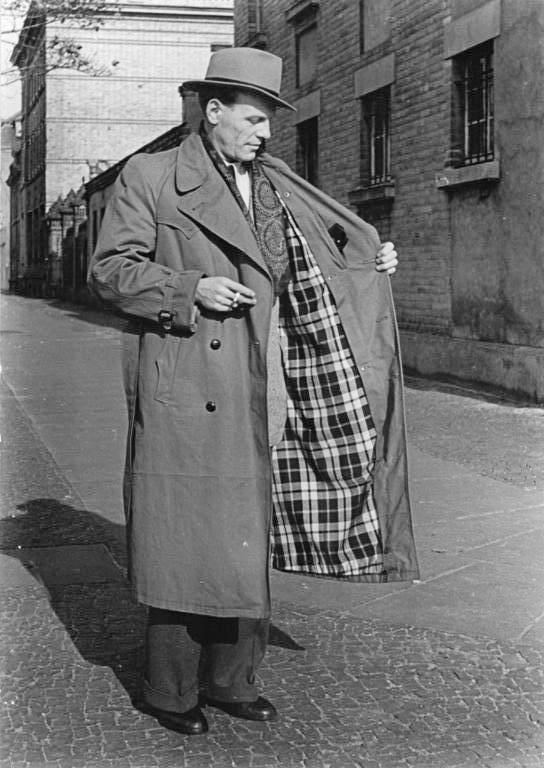
Een gevoerde trenchcoat in Oost-Duitsland, 1953.

De trenchcoat werd ontwikkeld als alternatief voor de dikke wollen overjassen die Britse en Franse soldaten droegen in de Eerste Wereldoorlog. De uitvinding van de trenchcoat wordt door zowel Burberry als door Aquascutum opgeëist. De aanspraak van laatstgenoemde stamt uit de jaren 1850. Thomas Burberry, de uitvinder van gabardine, diende in 1901 een ontwerp van de nieuwe officiersjas in bij het Britse ministerie van Defensie.
De trenchcoat werd een optioneel kledingstuk in het Britse leger en werd enkel particulier aangeschaft door officieren, die niet verplicht waren de jas te bezitten. Aan de lagere rangen was het niet toegestaan een trenchcoat te dragen. Een andere optionele jas was de British Warm, een wollen jas die korter was dan de normale wollen overjas.
Tijdens de Eerste Wereldoorlog werden aan het ontwerp van de trenchcoat schouderflappen en riemen toegevoegd. De schouderflappen dienden voor de bevestiging van epauletten en andere ranginsignes; de riemen dienden volgens een broodjeaapverhaal voor de bevestiging van handgranaten. In werkelijkheid werden er zwaarden en kaarten aangehangen. De naam "trenchcoat" werd bedacht door officieren wier levens in de loopgraven door de jas iets makkelijker werden gemaakt. Zo had de jas vele handige zakken om spullen in op te bergen en strategisch geplaatste flappen en ventilatieopeningen om de odeur die gepaard ging met rubberen jassen te verdrijven. Na de oorlog namen veel veteranen hun trenchcoat mee naar huis, waardoor de jassen ook in het straatbeeld begonnen op te duiken en al snel gangbaar werden als regenjas voor zowel man als vrouw.
Tijdens de Tweede Wereldoorlog bleven de Britse officieren de jassen dragen in bar weer. Bovendien ontwikkelden ook andere landen hun variant van de trenchcoat, zoals de legers van Duitsland, Nederland, Polen, de Sovjet-Unie en de  Verenigde Staten. Tegen het einde van de oorlog werden kortere jassen gangbaar, zoals de Denison smock gebruikt door Britse commando's en de M1941/M1943 van de Amerikanen. Deze jassen waren praktischer dan de trenchcoat, waardoor de dragers gemakkelijker konden bewegen.

## Na 1945
Trenchcoats bleven na de Tweede Wereldoorlog in zwang. Hoewel de militaire oorsprong in de vergetelheid raakte, bleek de jas uitermate geliefd als kledingstuk van fictieve helden als inspecteur Columbo, Dick Tracy, Neo uit The Matrix, Humphrey Bogart's personage Rick Blaine in de film Casablanca en Peter Sellers' inspecteur Jacques Clouseau.
Doorgaans dragen zij er dan een fedora of (bij extreem koud weer) een oesjanka bij.